# پیتر هیدین
پیتر هیدین (انگلیسی: Peter Hidien؛ زادهٔ ۱۴ نوامبر ۱۹۵۳) بازیکن فوتبال اهل آلمان است.
از باشگاه‌هایی که در آن بازی کرده‌است می‌توان به باشگاه فوتبال هامبورگ اشاره کرد.